# Premio Sade
El Premio Sade es un galardón literario francés creado en 2001 como homenaje al Marqués de Sade.
Fue creado por Lionel Aracil y Frédéric Beigbeder y es otorgado por un jurado a manera de "encuentro de autores, editores y otros artistas para la celebración del libertinaje contemporáneo". El premio se otorga cada año a fines de septiembre en honor a Sade, a quien los organizadores califican como: "auténtico liberal que ha logrado, más allá de las vicisitudes de la Revolución y del dominio del orden moral, deshacer las ataduras tanto de la literatura como de la política".
El ganador recibe una obra de un artista contemporáneo, entre quienes han estado en los últimos años: Éric Madeleine, Nobuyoshi Araki, Alberto Sorbelli, Fabrice Hybert y Jean-Paul Gaultier.

## Ganadores
- 2001 - Catherine Millet, La vida sexual de Catherine M. [1]
- 2002 - Alain Robbe-Grillet, Gradiva (C'est Gradiva qui vous appelle) [2]
- 2003 - Louis Skorecki, Il entrerait dans la légende
- 2005 - Jean Streff, Traité du fétichisme à l'usage des jeunes générations
- 2006 - Shozo Numa, Yapou, bétail humain
- 2007 - Dennis Cooper, Chaperos [3]
- 2008 - Charles Robinson, genio del proxénétismo
- 2009 - Stéphane Velut, Cadencia [4]
- 2010 - Jacques Chessex, Le Dernier Crâne de M. de Sade [5]
- 2011 - Thomas Hairmont, El coprófilo [6]
- 2012 - Christine Angot, Une semaine de vacances - rechazado por el autor[7]
- 2013 - Jean-Baptiste Del Amo, Pornographia [8]
- 2014 - Alain Guiraudie, Ahora comienza la noche (Ici begin la nuit) [9]
- 2015 - Jean-Noël Orengo, La Fleur du Capital, y Audrée Wilhelmy, Les Sangs [10]
- 2016 - Agnès Giard, Un désir d'humain, les Love Doll en Japón [11]
- 2017 - Gay Talese, El motel del voyeur [12]
- 2018 - Jonathan Littell, Une vieille histoire [13]
- 2019 - Kevin Lambert, Querelle de Roberval y Christophe Siébert, Métaphysique de la viande [14]
- 2020 - Marie-Pier Lafontaine, China [15]
- 2021 - Caroline De Mulder, Pesebre Bambi [16]